# Kabinett Mori I
Das erste Kabinett Mori (jap. 第1次森内閣, daiichiji Mori naikaku) regierte Japan unter Führung von Premierminister Yoshirō Mori vom 5. April 2000 bis zur Ernennung des Nachfolgekabinetts am 4. Juli 2000. Mori hatte die Nachfolge des am 1. April infolge eines Schlaganfalls ins Koma gefallenen Premierministers Keizō Obuchi angetreten; bis dahin hatte Mikio Aoki das Amt kommissarisch ausgeführt. Das Kabinett ist personell mit dem vorherigen identisch. Nach dem Tod Obuchis am 14. Mai und dem Stellen eines Antrags auf ein Misstrauensvotum durch die Opposition im Shūgiin am 2. Juni löste Mori letzteres noch am selben Tag auf. Seine Wahl zum LDP-Vorsitzenden und somit zum Premierminister sollte nun in der folgenden Shūgiin-Wahl durch das Volk bestätigt werden.

## Staatsminister
| Amt | Name                | Bild                | Partei  | Faktion  |
| --- | ------------------- | ------------------- | ------- | -------- |
| Premierminister | Yoshirō Mori        | Yoshirō Mori        | LDP     | (Mori)   |
| Sonderberater des Premierministers für Bildungsreform (kein Staatsminister)                                                | Nobutaka Machimura  | Nobutaka Machimura  | LDP     | Mori     |
| Justizminister | Hideo Usui          | Hideo Usui          | LDP     | Kōmura   |
| Außenminister | Yōhei Kōno          | Yōhei Kōno          | LDP     | Kōno     |
| Finanzminister | Kiichi Miyazawa     | Kiichi Miyazawa     | LDP     | Katō     |
| Bildungsminister Leiter der Behörde für Wissenschaft und Technologie                                                       | Hirofumi Nakasone   | Hirofumi Nakasone   | LDP     | Kamei    |
| Gesundheits- und Sozialminister zuständig für das Rentenproblem                                                            | Yūya Niwa           | Yūya Niwa           | LDP     | Katō     |
| Minister für Landwirtschaft, Forsten und Fischerei                                                                         | Tokuichirō Tamazawa | Tokuichirō Tamazawa | LDP     | Mori     |
| Minister für Internationalen Handel und Industrie zuständig für die Weltausstellung                                        | Takashi Fukaya      | Takashi Fukaya      | LDP     | Yamasaki |
| Verkehrsminister Leiter der Behörde für die Entwicklung Hokkaidōs zuständig für den Neuen Internationalen Flughafen Tokio  | Toshihiro Nikai     | Toshihiro Nikai     | KP      | —        |
| Postminister | Eita Yashiro        | Eita Yashiro        | LDP     | Obuchi   |
| Arbeitsminister | Takamori Makino     | Takamori Makino     | LDP     | Kamei    |
| Bauminister Leiter der Behörde für Staatsland zuständig für die Übertragung von Hauptstadtfunktionen                       | Masaaki Nakayama    | Masaaki Nakayama    | LDP     | Kamei    |
| Innenminister Vorsitzender der Nationalen Kommission für Öffentliche Sicherheit                                            | Kōsuke Hori         | Kōsuke Hori         | LDP     | Obuchi   |
| Chefkabinettssekretär Leiter der Behörde für die Entwicklung Okinawas zuständig für Geschlechtergleichstellung und Okinawa | Mikio Aoki          | Mikio Aoki          | LDP     | Obuchi   |
| Vorsitzender der Kommission für die Reform des Finanzwesens                                                                | Sadakazu Tanigaki   | Sadakazu Tanigaki   | LDP     | Katō     |
| Leiter der Behörde für Management und Koordination zuständig für die Restrukturierung der Zentralregierung                 | Kunihiro Tsuzuki    | Kunihiro Tsuzuki    | Kōmeitō | —        |
| Leiter der Verteidigungsbehörde                                                                                            | Tsutomu Kawara      | Tsutomu Kawara      | LDP     | Katō     |
| Leiter des Wirtschaftsplanungsamts zuständig für allg. Verkehrspolitik zuständig für den Internet Fair Japan               | Taichi Sakaiya      | Taichi Sakaiya      | —       | —        |
| Leiterin der Umweltbehörde zuständig für globale Umweltfragen                                                              | Kayoko Shimizu      | Kayoko Shimizu      | LDP     | Mori     |

Anmerkung: Der Premierminister gehört während seiner Amtszeit offiziell keiner Faktion an.